# W·安德鲁·鲁宾逊
W·安德鲁·鲁宾逊（1957年3月14日—）是一位英国作家和报纸编辑，毕业于伊顿公学、龙学校和牛津大学大学学院，主要作品有《众神降临之前：在沉默中重现的印度河文明》（The Indus: Lost Civilizations）以及入选牛津通识读本的《天才》（Genius）、《書寫与文字》（Writing and Script）等。